# Athlétisme à l'Universiade d'été de 1983
Navigation
Bucarest 1981 Kobe 1985
Les épreuves d'athlétisme de l'Universiade d'été de 1983 se sont déroulées dans l'enceinte du stade du Commonwealth d'Edmonton, au Canada, du 5 au 11 juillet 1983.
Pour la première fois se déroule l'épreuve du marathon chez les femmes.

## Faits marquants
L'URSS domine largement la compétition, avec 30 médailles dont 14 d'or, devant les États-Unis (20 médailles) et le Nigeria qui rafle 5 titres en sprint et saut. Le Canada, pays hôte, obtient un total de 13 médailles, dont 2 d'or grâce au décathlonien Dave Steen et au marcheur Guillaume Leblanc.

## Résultats

### Hommes
| Épreuves | Or                                                                         | Argent                                                                                           | Bronze                                                                                           |
| --- | -------------------------------------------------------------------------- | ------------------------------------------------------------------------------------------------ | ------------------------------------------------------------------------------------------------ |
| 100 m Vent : -0,7 m/s | Chidi Imoh 10 s 33                                                         | Desai Williams 10 s 37                                                                           | Sam Graddy 10 s 42                                                                               |
| 200 m Vent : +0,6 m/s | Innocent Egbunike 20 s 42                                                  | Elliott Quow 20 s 46                                                                             | Bernie Jackson 20 s 57                                                                           |
| 400 m | Sunday Uti 45 s 32                                                         | Viktor Markin 45 s 38                                                                            | Sunder Nix 45 s 53                                                                               |
| 800 m | Ryszard Ostrowski 1 min 46 s 29                                            | Graham Williamson 1 min 46 s 66                                                                  | Mohamed Alouini 1 min 46 s 75                                                                    |
| 1 500 m | Claudio Patrignani 3 min 41 s 02                                           | Andreas Baranski 3 min 41 s 21                                                                   | Geoff Turnbull 3 min 41 s 24                                                                     |
| 5 000 m | Steve Harris 13 min 46 s 99                                                | Fethi Baccouche 13 min 47 s 69                                                                   | Shuichi Yoneshige 13 min 48 s 13                                                                 |
| 10 000 m | Shuichi Yoneshige 28 min 55 s 37                                           | Agapius Amo 28 min 55 s 39                                                                       | Fethi Baccouche 28 min 55 s 76                                                                   |
| Marathon | Alessio Faustini 2 h 17 min 10 s (CR)                                      | Giovanni D'Aleo 2 h 17 min 20 s                                                                  | Michael Spöttel 2 h 18 min 12 s                                                                  |
| 110 m haies Vent : +0,3 m/s | Andreï Prokofiev 13 s 46                                                   | Willie Gault 13 s 49                                                                             | Mark McKoy 13 s 57                                                                               |
| 400 m haies | Aleksandr Kharlov 49 s 41                                                  | Amadou Dia Bâ 49 s 94                                                                            | Mark Patrick 50 s 28                                                                             |
| 3 000 m steeple | Peter Daenens 8 min 28 s 86                                                | Farley Gerber 8 min 29 s 07                                                                      | Shigeyuki Aikyo 8 min 33 s 44                                                                    |
| Saut en hauteur | Igor Paklin 2,31 m (CR)                                                    | Eddy Annys 2,29 m                                                                                | Nick Saunders 2,26 m                                                                             |
| Saut à la perche | Konstantin Volkov 5,65 m                                                   | Thierry Vigneron 5,60 m                                                                          | Jeff Ward 5,50 m                                                                                 |
| Saut en longueur | Yusuf Alli 8,21 m                                                          | Ralph Spry 7,91 m                                                                                | Sergueï Rodin 7,85 m                                                                             |
| Triple saut | Ajayi Agbebaku 17,26 m                                                     | Mike Conley 17,20 m (w)                                                                          | John Herbert 17,05 m                                                                             |
| Lancer du poids | Mike Carter 19,74 m                                                        | Zlatan Saračević 19,66 m                                                                         | Sergueï Smirnov 19,61 m                                                                          |
| Lancer du disque | Luis Delís 69,46 m (CR)                                                    | Dariusz Juzyszyn 63,32 m                                                                         | Marco Bucci 60,62 m                                                                              |
| Lancer du marteau | Jüri Tamm 76,82 m                                                          | Robert Weir 74,10 m                                                                              | Iouri Pastoukhov 73,38 m                                                                         |
| Lancer du javelot | Dainis Kūla 87,80 m                                                        | Helmut Schreiber 84,12 m                                                                         | Stanisław Górak 83,20 m                                                                          |
| Décathlon | Dave Steen 8 205 pts (w)(CR)                                               | Herbert Peter 8 160 pts (w)                                                                      | Georg Werthner 7 905 pts                                                                         |
| 20 km marche | Guillaume Leblanc 1 h 24 min 3 s (CR)                                      | Maurizio Damilano 1 h 24 min 21 s                                                                | Nikolay Matveyev 1 h 25 min 7 s                                                                  |
| 4 × 100 m | États-Unis Terry Scott Sam Graddy Ken Robinson Willie Gault 38 s 50        | Canada Ben Johnson Atlee Mahorn Desai Williams Tony Sharpe 38 s 69                               | Union soviétique Andreï Prokofiev Nikolay Sidorov Vladimir Muravyov Aleksandr Zolotariev 39 s 04 |
| 4 × 400 m | États-Unis Sunder Nix Elliot Tabron Alonzo Babers Cliff Wiley 3 min 1 s 24 | Union soviétique Yevgeniy Lomtev Aliaksandr Trashchyla Sergey Kutsebo Viktor Markin 3 min 1 s 58 | France Yann Quentrec Hector Llatser Pascal Chichignoud Aldo Canti 3 min 4 s 89                   |
| Records et Performances - AR : Record continental (area record) - CR : Record des championnats (championship record) - MR : Record du meeting (meet record) - NR : Record national (national record) - OR : Record olympique (olympic record) - PR : Record paralympique (paralympic record) - PB : Record personnel (personal best) - SB : Meilleure performance personnelle de la saison (season's best) - WL : Meilleure performance mondiale de l'année (world leader) - WJR : Record du monde junior (world junior record) - WR : Record du monde (world record) Circonstances et Conditions - DNF : N'a pas terminé (did not finish) - DNS : N'a pas pris le départ (did not start) - DQ : Disqualification (disqualification) - NM : Aucun essai valable enregistré (No Mark) - Q : Qualifié « directement » au prochain tour (ou à la prochaine compétition), lors d'une compétition majeure, grâce au classement ou à la réalisation des minima (automatic qualifier) - q : Qualifié au prochain tour (ou à la prochaine compétition), lors d'une compétition majeure, grâce au repêchage ou à la réalisation de l'une des meilleures performances parmi celles des « non qualifiés directement » (grâce au meilleur temps ou à la meilleure distance par exemple) (secondary qualifier) |                                                                            |                                                                                                  |                                                                                                  |

### Femmes
| Épreuves | Or | Argent                                                                                  | Bronze                                                                                    |
| --- | --- | --------------------------------------------------------------------------------------- | ----------------------------------------------------------------------------------------- |
| 100 m Vent : +2,2 m/s | Bev Kinch 11 s 13                                                                                     | Randy Givens 11 s 16                                                                    | Angella Taylor 11 s 17                                                                    |
| 200 m Vent : +0,1 m/s | Randy Givens 22 s 47                                                                                  | Marita Payne 22 s 62                                                                    | Grace Jackson 22 s 69                                                                     |
| 400 m | Mariya Pinigina 50 s 47                                                                               | Molly Killingbeck 51 s 94                                                               | Yelena Korban 52 s 07                                                                     |
| 800 m | Irina Podyalovskaya 1 min 59 s 29                                                                     | Robin Campbell 1 min 59 s 81                                                            | Doina Melinte 1 min 59 s 93                                                               |
| 1 500 m | Gabriella Dorio 4 min 07 s 26                                                                         | Doina Melinte 4 min 07 s 34                                                             | Maria Radu 4 min 08 s 41                                                                  |
| 3 000 m | Maria Radu 9 min 04 s 32                                                                              | Yelena Malykhina 9 min 06 s 17                                                          | Lynn Williams 9 min 07 s 74                                                               |
| Marathon | Sarah Rowell 2 h 47 min 37 s (CR)                                                                     | Kathy Roberts 2 h 52 min 47 s                                                           | Marjorie Kaput 2 h 54 min 3 s                                                             |
| 100 m haies Vent : +0,2 m/s | Natalya Petrova 13 s 04                                                                               | Yelena Biserova 13 s 07                                                                 | Benita Fitzgerald 13 s 24                                                                 |
| 400 m haies | Yekaterina Fesenko 54 s 97 (CR)                                                                       | Yelena Filipishina 56 s 10                                                              | Gwen Wall 56 s 10                                                                         |
| Saut en hauteur | Tamara Bykova 1,98 m (CR)                                                                             | Silvia Costa 1,98 m                                                                     | Maryse Éwanjé-Épée 1,92 m                                                                 |
| Saut en longueur | Anisoara Cusmir 7,06 m (w) (CR)                                                                       | Svetlana Zorina 6,81 m                                                                  | Vali Ionescu 6,56 m (w)                                                                   |
| Lancer du poids | Natalya Lisovskaya 20,46 m                                                                            | Claudia Losch 18,81 m                                                                   | Natalya Akhrimenko 18,67 m                                                                |
| Lancer du disque | Florența Crăciunescu 64,56 m                                                                          | Natalya Akhrimenko 62,62 m                                                              | Lyubov Urakova 58,28 m                                                                    |
| Lancer du javelot | Beate Peters 66,86 m                                                                                  | Fausta Quintavalla 63,06 m                                                              | Mayra Vila 62,34 m                                                                        |
| Heptathlon | Yekaterina Smirnova 6 350 pts (CR)                                                                    | Sabine Everts 6 291 pts                                                                 | Judy Livermore 6 184 pts                                                                  |
| 4 × 100 m | États-Unis LaShon Nedd Jackie Washington Brenda Cliette Randy Givens 42 s 82 (CR)                     | Canada Angella Taylor Tanya Brothers Marita Payne Molly Killingbeck 43 s 21             | Union soviétique Marina Romanova Marina Molokova Irina Olkhovnikova Olga Antonova 44 s 20 |
| 4 × 400 m | Union soviétique Larisa Krylova Lyudmila Borisova Yelena Didilenko Mariya Pinigina 3 min 24 s 97 (CR) | Canada Charmaine Crooks Jillian Richardson Molly Killingbeck Marita Payne 3 min 25 s 26 | États-Unis Kelia Bolton Easter Gabriel Sharon Dabney Arlise Emerson 3 min 34 s 64         |
| Records et Performances - AR : Record continental (area record) - CR : Record des championnats (championship record) - MR : Record du meeting (meet record) - NR : Record national (national record) - OR : Record olympique (olympic record) - PR : Record paralympique (paralympic record) - PB : Record personnel (personal best) - SB : Meilleure performance personnelle de la saison (season's best) - WL : Meilleure performance mondiale de l'année (world leader) - WJR : Record du monde junior (world junior record) - WR : Record du monde (world record) Circonstances et Conditions - DNF : N'a pas terminé (did not finish) - DNS : N'a pas pris le départ (did not start) - DQ : Disqualification (disqualification) - NM : Aucun essai valable enregistré (No Mark) - Q : Qualifié « directement » au prochain tour (ou à la prochaine compétition), lors d'une compétition majeure, grâce au classement ou à la réalisation des minima (automatic qualifier) - q : Qualifié au prochain tour (ou à la prochaine compétition), lors d'une compétition majeure, grâce au repêchage ou à la réalisation de l'une des meilleures performances parmi celles des « non qualifiés directement » (grâce au meilleur temps ou à la meilleure distance par exemple) (secondary qualifier) | |                                                                                         |                                                                                           |

## Tableau des médailles
| Rang  | Nation               | Or | Argent | Bronze | Total |
| ----- | -------------------- | -- | ------ | ------ | ----- |
| 1     | Union soviétique     | 14 | 7      | 9      | 30    |
| 2     | États-Unis           | 5  | 7      | 8      | 20    |
| 3     | Nigeria              | 5  | 0      | 0      | 5     |
| 4     | Italie               | 3  | 3      | 1      | 7     |
| 5     | Royaume-Uni          | 3  | 2      | 3      | 8     |
| 6     | Roumanie             | 3  | 1      | 3      | 7     |
| 7     | Canada               | 2  | 7      | 4      | 13    |
| 8     | Allemagne de l'Ouest | 1  | 5      | 1      | 7     |
| 9     | Cuba                 | 1  | 1      | 1      | 3     |
| 9     | Pologne              | 1  | 1      | 1      | 3     |
| 11    | Belgique             | 1  | 1      | 0      | 2     |
| 12    | Japon                | 1  | 0      | 2      | 3     |
| 13    | France               | 0  | 1      | 2      | 3     |
| 13    | Tunisie              | 0  | 1      | 2      | 3     |
| 15    | Sénégal              | 0  | 1      | 0      | 1     |
| 15    | Tanzanie             | 0  | 1      | 0      | 1     |
| 15    | Yougoslavie          | 0  | 1      | 0      | 1     |
| 18    | Autriche             | 0  | 0      | 1      | 1     |
| 18    | Bermudes             | 0  | 0      | 1      | 1     |
| 18    | Jamaïque             | 0  | 0      | 1      | 1     |
| Total | Total                | 40 | 40     | 40     | 120   |